# Khata

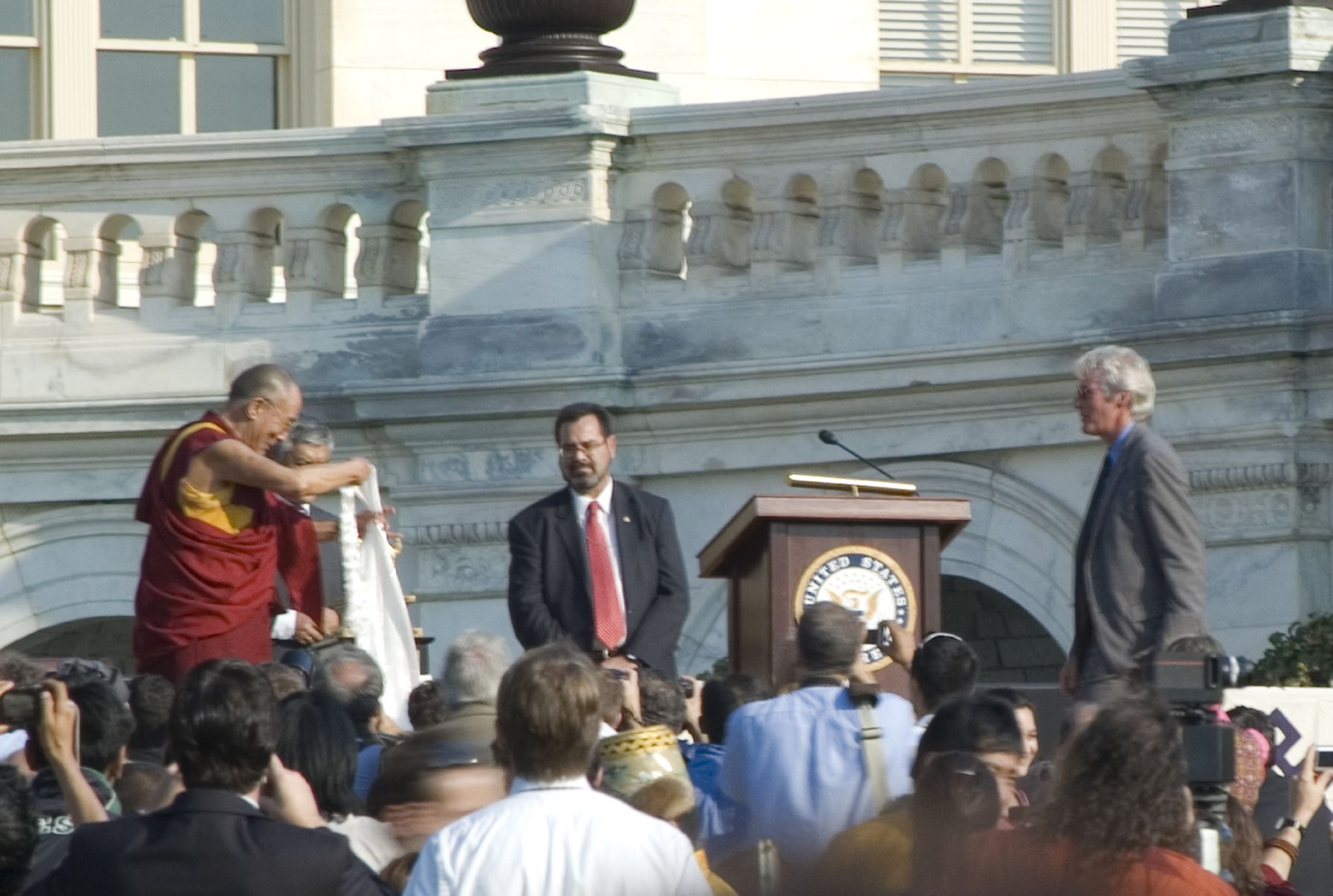
Richard Gere otrzymuje khatę od Dalaj Lamy.

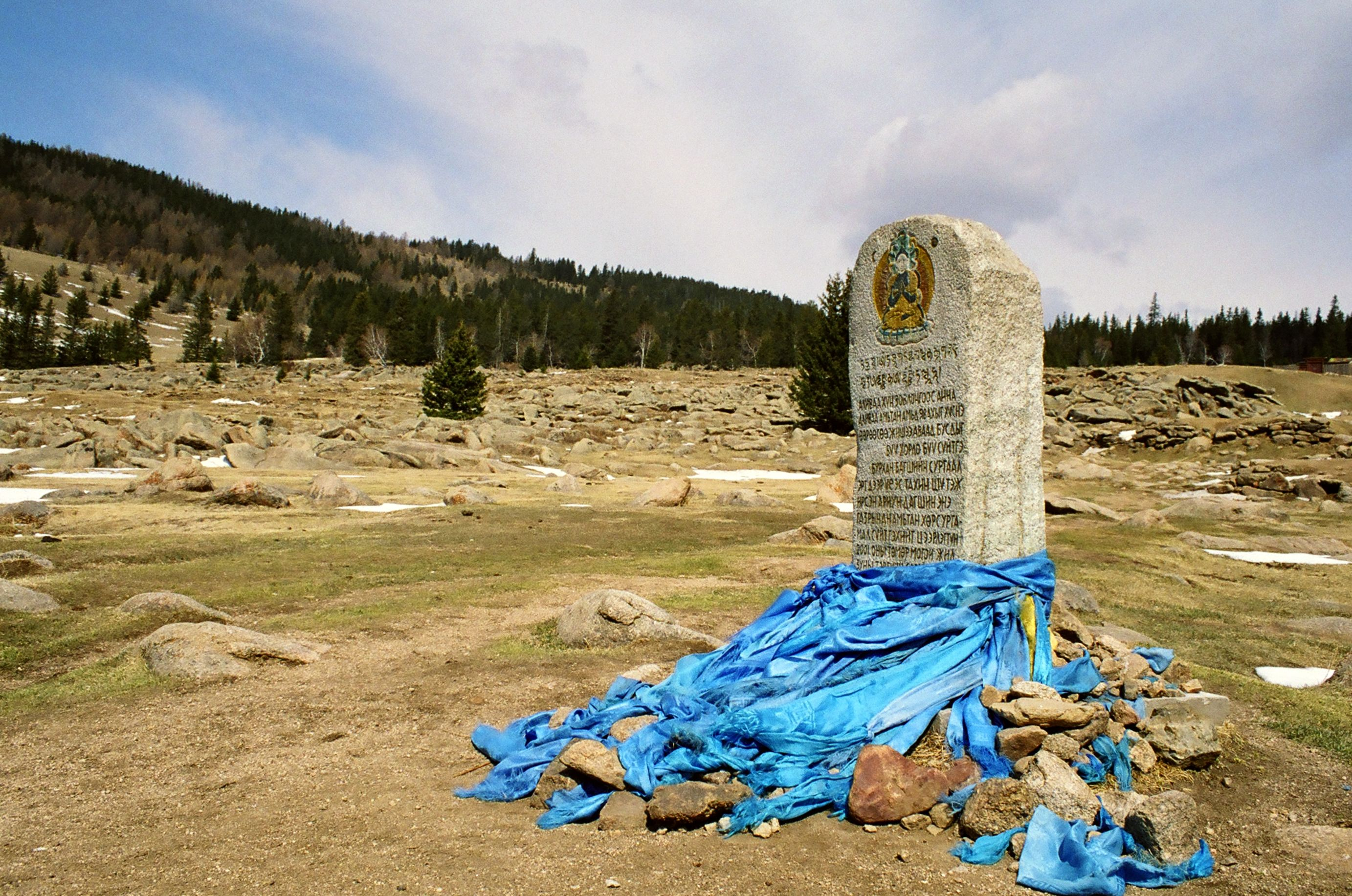
Niebieskie khaty przywiązane do kamiennej steli w Mongolii.

Khata (tyb.: ཁ་བཏགས་, Wylie: kha-btags; mong.: khadag (Хадаг); chiń.: 哈达, pinyin: hādá) - tradycyjny tybetański szal ceremonialny. W Tybecie jest koloru białego, co ma symbolizować czystość intencji, bywają również złote, natomiast w Mongolii jest niebieski (symbol nieba). Zazwyczaj robiony z jedwabiu. 
Khatę zwyczajowo ofiaruje się gospodarzowi, lamie na początku spotkania, wyrażając w ten sposób swoją dobrą wolę i pozytywną motywację, bywa również dawana przy okazji ślubów, pogrzebów i innych uroczystości. Bywa składana na posągach bóstw podczas ceremonii religijnych. W Mongolii khadagi często są składane przy stupach lub świętych skałach i drzewach.